# Zeekoet
De zeekoet (Uria aalge) is een vogel uit de familie van alken (Alcidae).

## Kenmerken
Het verenkleed van deze vogel is zwart-wit (een zwarte rug en een witte buik). In tegenstelling tot de gewone alk hebben zeekoeten een lange puntige dolksnavel. De korte poten bevatten zwemvliezen. De lichaamslengte bedraagt 39 tot 42 cm, het gewicht 850 tot 1100 gram en de spanwijdte 61 tot 73 cm.

## Leefwijze
Zeekoeten zoeken hun voedsel vanaf het water. Ze steken daarbij de kop onder het wateroppervlak en kunnen op die manier onder water kijken en naar voedsel zoeken. Dit bestaat voornamelijk uit vis en ongewervelden. Vliegt op dagen met goede aanlandige wind vlak langs de kust, soms in groten getale. De vlucht is rechtlijnig met continue vliegbewegingen zonder glijvluchten.

## Voortplanting
De zeekoet legt een enkel ei op de kale rots. Het heeft de vorm van een peer waardoor het niet wegrolt maar in een kringetje ronddraait. Het ei heeft een ruw oppervlak, waardoor het ei stabieler is, waterafstotend werkt en bescherming biedt tegen zout en guano.
Het ei wordt staande bebroed. De oudervogels herkennen hun ei aan de tekening, en hun jong aan zijn geluid. Drie weken nadat het jong uit het ei komt, nog voor het kan vliegen, springt het onder begeleiding van de vader van de rotsen in zee; veel Britse zeekoeten trekken daarop gezamenlijk naar de kust van Noorwegen.

## Verspreiding en leefgebied
's Zomers zijn zeekoeten te zien op de Atlantische kusten van Ierland, Verenigd Koninkrijk, Spanje, Normandië, IJsland en de Noorse fjorden.
Het is de talrijkste alk van de Britse eilanden. De soort broedt in grote kolonies op smalle kale richels van steile kliffen. In de winter leven ze op de open zee. Net zoals gewone alken spoelen zeekoeten vaak aan op de kusten van Nederland en België, voornamelijk tussen oktober en februari.
De soort telt vijf ondersoorten:
- U. a. aalge: van oostelijk Canada tot IJsland, Schotland, zuidelijk Noorwegen en de Oostzee.
- U. a. hyperborea: van noordelijk Noorwegen tot Spitsbergen en noordwestelijk Rusland.
- U. a. albionis: van de Britse Eilanden tot het westelijk Iberisch schiereiland.
- U. a. inornata: van oostelijk Korea en Japan via de Beringzee tot westelijk Alaska en zuidwestelijk Canada.
- U. a. californica: van noordelijk Washington tot Californië.

## Bedreiging
Zeekoeten zijn zeevogels die zelden of nooit in het binnenland te zien zijn. Hun hele leven verblijven ze op zee en alleen om te broeden komen ze aan land. Het leven op zee brengt ook een gevaar met zich mee: olie. Omdat zeekoeten op het water verblijven om te rusten of voedsel te zoeken, vallen ze meer dan andere soorten ten prooi aan olie. Wanneer een zeekoet buiten de broedtijd aan land komt is er altijd iets mis: uitputting, ziekte of olie. In opvangcentra voor olieslachtoffers worden dan ook de meeste zeekoeten binnengebracht. Tegenwoordig overleeft meer dan 60% de oliebesmeuring indien ze de juiste zorgen krijgen. Olieslachtoffers worden niet direct gewassen. Eerst moeten de dieren inwendig op krachten komen. Pas wanneer de dieren sterker zijn wordt de olie door een wasbeurt verwijderd. Een wasbeurt duurt ongeveer 20 minuten. Daarna moeten de dieren terug waterdicht worden in het zwembad, om ten slotte onder de juiste omstandigheden te kunnen worden vrijgelaten.
In 2019 werd er aan de Nederlandse kust een massale sterfte van duizenden zeekoeten waargenomen.

## Afbeeldingen

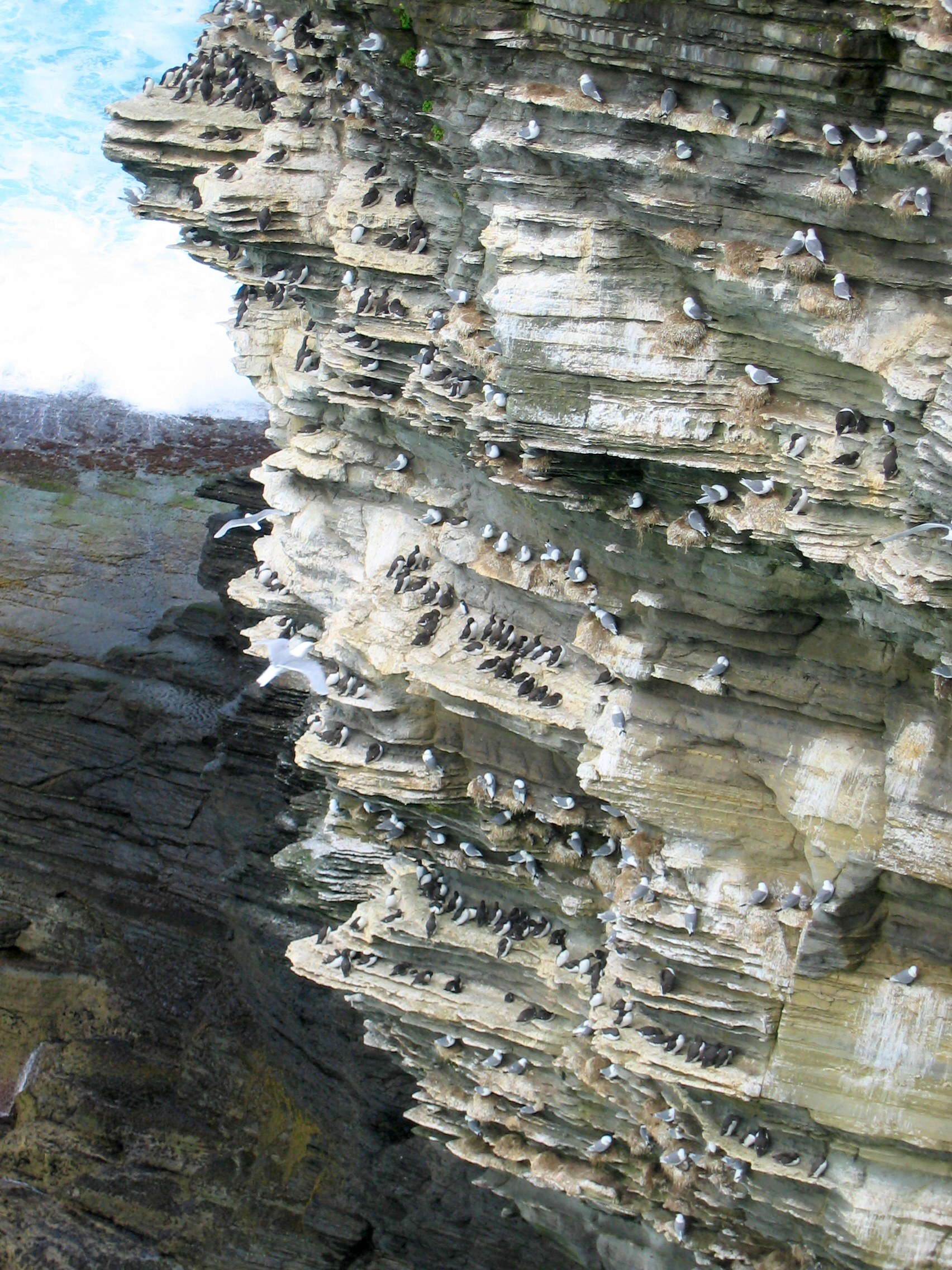
Broedende zeekoeten tegen de kliffen op de Orkneyeilanden. De overige vogels zijn Drieteenmeeuwen
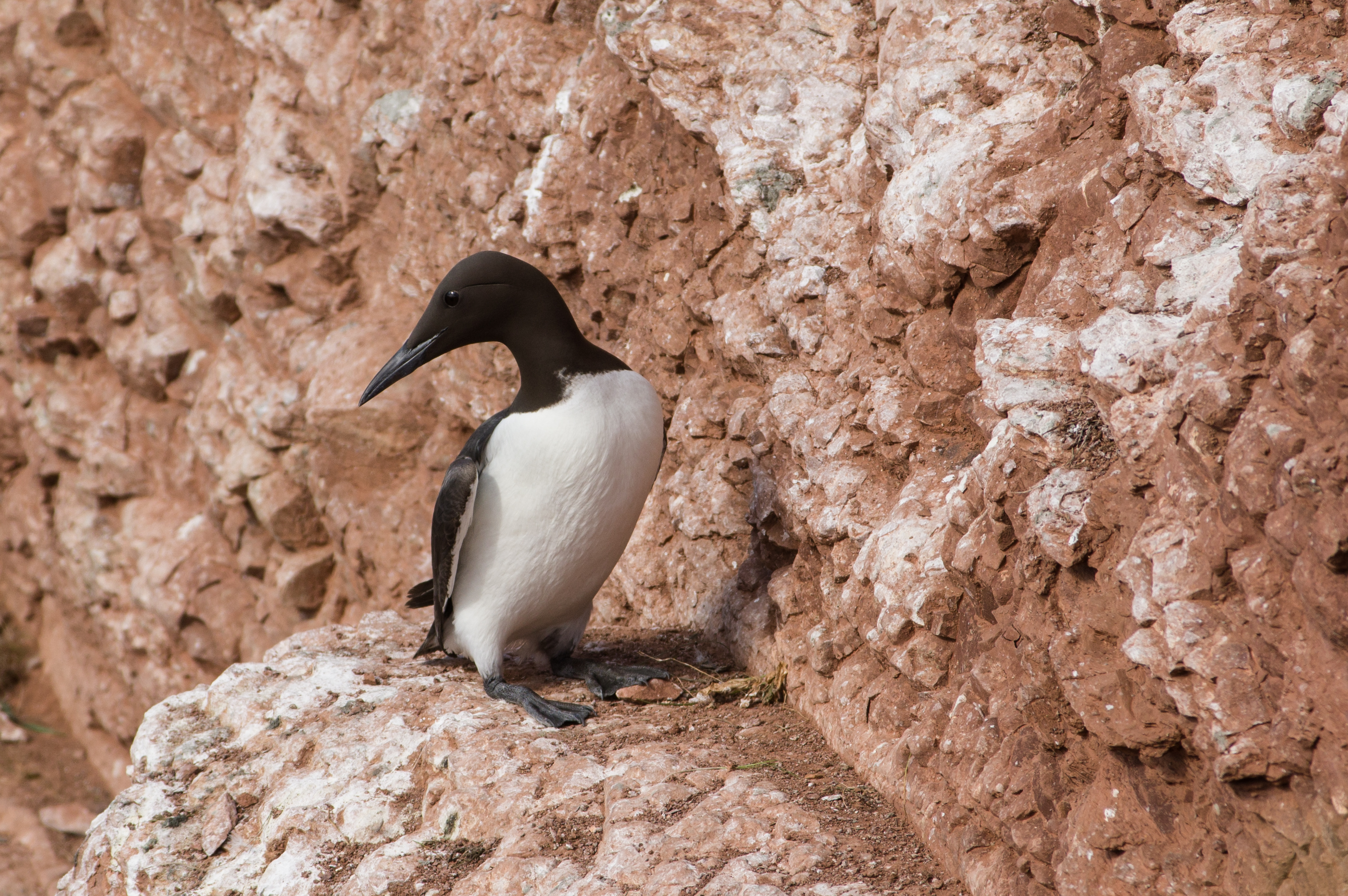
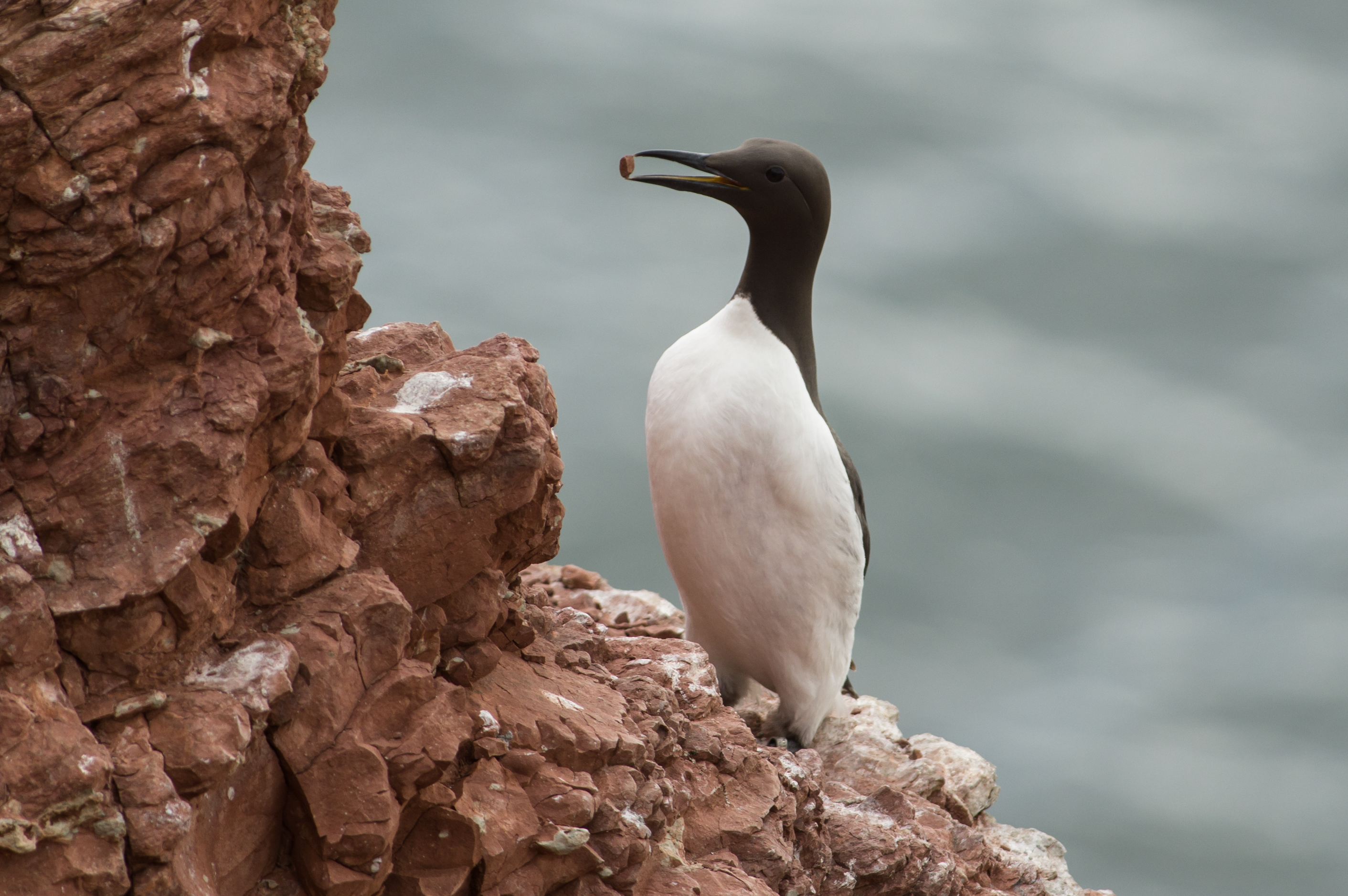

## Video
- Een zwemmende zeekoet
- Video van een zeekoet